# Містер Тернер
«Містер Тернер» (англ. Mr. Turner, також «Вільям Тернер») — британська драматична біографічна стрічка режисера і сценариста Майка Лі, що вийшла 2014 року. У головних ролях Тімоті Сполл, Дороті Еткінсон, Маріон Бейлі.
Вперше фільм продемонстрували 15 травня 2014 року у Франції на 67-му Каннському кінофестивалі. В Україні показ фільму відбувся 19 листопада 2014 року.

## Сюжет
Стрічка розповідає про життя відомого англійського художника Вільяма Тернера.

## Творці фільму

### Знімальна група
Кінорежисер — Майк Лі, сценаристом був Майк Лі, кінопродюсером — Джорджина Лоу, виконавчий продюсер — Норман Меррі. Композитор: Ґері Йершон, кінооператор — Дік Поуп, кіномонтаж: Джон Ґреґорі. Підбір акторів — Ніна Ґолд, художник-постановник: Сьюзі Девіс, артдиректор: Ден Тейлор, художник по костюмах — Жаклін Дюрран.

### У ролях
| Актор           | Персонаж                                           | Роль                                  |
| --------------- | -------------------------------------------------- | ------------------------------------- |
| Тімоті Сполл    | Вільям Тернер англ. Joseph Mallord William Turner  | англійський художник                  |
| Дороті Еткінсон | Ханна Денбі англ. Hannah Danby                     | економка Вільяма                      |
| Маріон Бейлі    | Софія Бут англ. Sophia Booth                       | власниця дому і друга коханка Вільяма |
| Пол Джессон     | Вільям Тернер англ. William Turner                 | батько Вільяма                        |
| Леслі Менвілл   | Мері Сомервілль англ. Mary Somerville              | науковець, подруга Вільяма            |
| Мартін Севідж   | Бенджамін Гейдон англ. Benjamin Haydon             | англійський художник і друг Вільяма   |
| Марк Стенлі     | Кларксон Стенфілд англ. Clarkson Stanfield         | англійський художник                  |
| Том Влашига     | Альберт Саксен-Кобург-Готський англ. Prince Albert | принц                                 |

## Сприйняття

### Критика
Фільм отримав позитивні відгуки: Rotten Tomatoes дав оцінку 97% на основі 112 відгуків від критиків (середня оцінка 8,5/10) і 62% від глядачів зі середньою оцінкою 3,4/5 (6,832 голоси). Загалом на сайті фільми має позитивний рейтинг, фільму зарахований «стиглий помідор» від кінокритиків і «попкорн» від глядачів, Internet Movie Database — 7,0/10 (3 745 голосів), Metacritic — 95/100 (34 відгуки критиків) і 7,4/10 від глядачів (31 голос). Загалом на цьому ресурсі від критиків і від глядачів фільм отримав позитивні відгуки.

### Касові збори
Під час показу у Великій Британії, що розпочався 31 жовтня 2014 року, протягом першого тижня фільм був показаний у 129 кінотеатрах і зібрав 1,447,463 $, що на той час дозволило йому зайняти 7 місце серед усіх прем'єр. Станом на 28 грудня 2014 року показ фільму триває 5 тижнів і за час показу фільм зібрав у прокаті у Великій Британії 9,365,673  доларів США при бюджеті 8,4 млн £.

### Нагороди і номінації[11]
| Рік  | Нагорода                             | Категорія                                                           | Номінант                    | Результат |
| ---- | ------------------------------------ | ------------------------------------------------------------------- | --------------------------- | --------- |
| 2014 | Britannia Awards                     | Нагорода Джона Шлезінгера Британія за видатні досягнення в режисурі | Майк Лі                     | Перемога  |
| 2014 | Премія британського незалежного кіно | Найкращий британський незалежний фільм                              | стрічка                     | Номінація |
| 2014 | Премія британського незалежного кіно | Найкращий режисер                                                   | Майк Лі                     | Номінація |
| 2014 | Премія британського незалежного кіно | Найкращий актор                                                     | Тімоті Сполл                | Номінація |
| 2014 | Премія британського незалежного кіно | Найкраща актриса другого плану                                      | Дороті Еткінсон             | Номінація |
| 2014 | Премія британського незалежного кіно | За найкращі технічні досягнення                                     | Дік Поуп (оператор)         | Номінація |
| 2015 | Премія «Оскар»                       | Найкраща музика до фільму                                           | Ґері Йершон                 | Номінація |
| 2015 | Премія «Оскар»                       | Найкраща операторська робота                                        | Дік Поуп                    | Номінація |
| 2015 | Премія «Оскар»                       | Найкраща робота художника-постановника, художника-декоратора        | С'юзі Дейвіс, Шарлотта Вотс | Номінація |
| 2015 | Премія «Оскар»                       | Найкращий дизайн костюмів                                           | Жаклін Дюрран               | Номінація |

### Виноски
1. 1 2  Mr. Turner: Release Info (англ.). Internet Movie Database. Архів оригіналу за 17 липня 2015. Процитовано 2 січня 2015.
2. 1 2  Нове британське кіно: Вільям Тернер / Mr. Turne. Platfor.ma. Архів оригіналу за 2 січня 2015. Процитовано 2 січня 2015.
3. 1 2  Amy Raphael (18 жовтня 2014). 'I spent a good two years learning how to paint before filming even started’: Timothy Spall on how he turned into Turner (англ.). Daily Mail. Архів оригіналу за 29 листопада 2014. Процитовано 2 січня 2015.
4. ↑  Mr. Turner (англ.). Box Office Mojo. Архів оригіналу за 23 червня 2017. Процитовано 2 січня 2015.
5. 1 2  Mr. Turner (англ.). Internet Movie Database. Архів оригіналу за 22 вересня 2014. Процитовано 2 січня 2015.
6. ↑  Mr. Turner (англ.). Allmovie. Архів оригіналу за 20 січня 2015. Процитовано 2 січня 2015.
7. ↑  Mr. Turner: Full Cast & Crew (англ.). Internet Movie Database. Архів оригіналу за 15 січня 2015. Процитовано 2 січня 2015.
8. ↑  Mr. Turner (англ.). Rotten Tomatoes. Архів оригіналу за 3 січня 2015. Процитовано 2 січня 2015.
9. ↑  Mr. Turner (англ.). Metacritic. Архів оригіналу за 27 травня 2014. Процитовано 2 січня 2014.
10. ↑  Mr. Turner - United Kingdom Weekend Box Office (англ.). Box Office Mojo. Архів оригіналу за 28 лютого 2015. Процитовано 2 січня 2015.
11. ↑  Mr. Turner: Awards (англ.). Internet Movie Database. Архів оригіналу за 13 січня 2015. Процитовано 2 січня 2015.